# 川崎5スタジオ

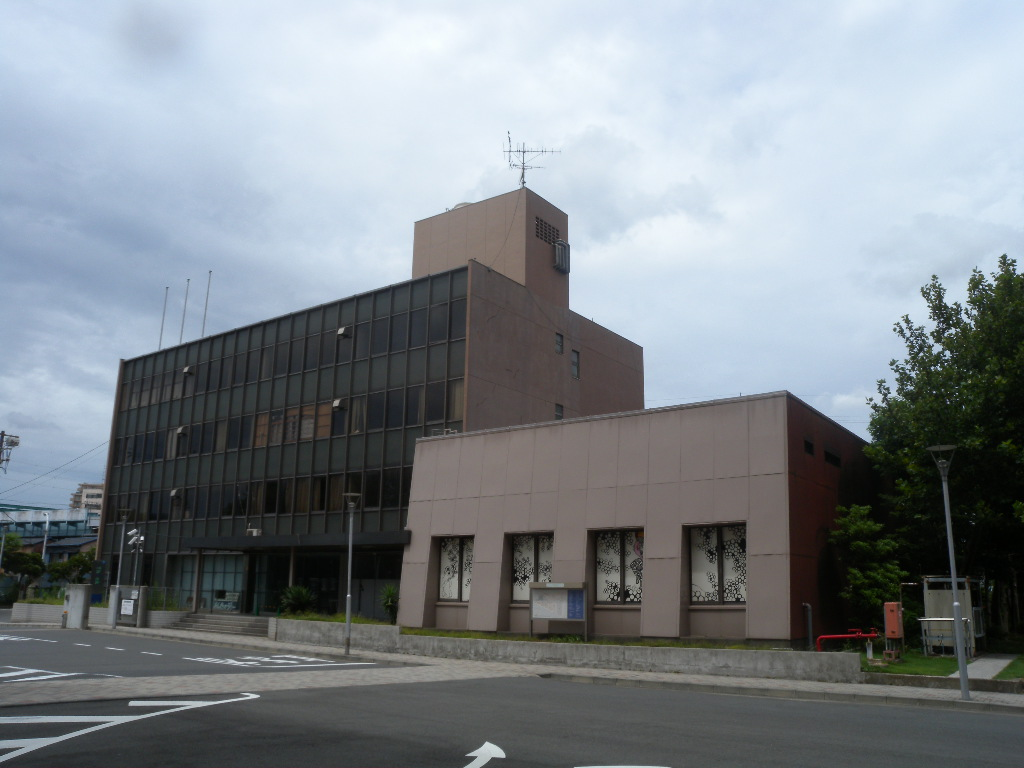
建物外観

川崎5スタジオ（かわさきごスタジオ、2007年3月15日 開所 - ）は、神奈川県川崎市にある映画スタジオである。制作プロダクション映像探偵社が運営する。

## データ
- 名称　川崎5スタジオ
- 所在地　神奈川県川崎市川崎区南渡田町1-14
- 運営　株式会社映像探偵社（代表林海象、東京都世田谷区北沢）

## 略歴・概要
1912年（明治45年）6月8日、日本鋼管（現JFEスチール）の創立時に開設した敷地にある旧労組会館を利用し、2007年（平成19年）3月15日に開設した。開設にあたって、川崎市、日本映画学校、マイクロソフト日本法人が協力している。